# Rasri Balenciaga
Margarita Rasri Balenciaga Chirathiwat (en tailandés: ราศรี บาเลนซิเอก้า) también conocida como Margie (มาร์กี้), es una actriz y modelo tailandesa-española conocida por haber interpretado a Thichakorn "Kati" en Wayupak Montra.

## Biografía
Es hija de Orasri Balenciaga y Daniel Balenciaga, su hermana menor es la actriz Marina Sadanun Balenciaga.
Estudió en la Universidad Assumption (ABAC) de donde se graduó en el 2011 con una licenciatura de negocios.
Tiene ascendencia tailandesa y española.
Es muy buena amiga de las actrices Urassaya Sperbund y Kimberly Ann Voltemas, así como de los actores Pakorn Chatborirak, Nadech Kugimiya y Prin Suparat. También es amiga de las actrices Chalida Vijitvongthong y Natapohn Tameeruks.
El 24 de diciembre del 2017 se casó con el rapero y músico Patsarakorn "Pok" Chirathivat (Passornkorn). En octubre del 2018 anunciaron que Margie estaba embarazada y que estaban esperando gemelos, un niño y una niña. El 4 de abril del 2019 le dieron al bienvenida a sus gemelos Mika y Mia Chirathivat.

## Carrera
Firmó un contrato y es miembro de "Channel 3".
El 22 de mayo del 2010 se unió al elenco principal de la serie Wan Jai Gub Nai Jom Ying donde dio vida a Kaewsai "Kaew" Benjakorn, una estudiante universitaria y cocinera de postres, hasta el final de la serie en junio del mismo año.
El 10 de diciembre del mismo año se unió al elenco principal de la serie Wayupak Montra donde interpretó a Thichakorn "Kati", una escritora de novelas románticas bajo el alias de "Humming Bird" y la hija de una famosa hechicera que termina enamorándose de Wayupak "Lom" Adisuanrangsan (Pakorn "Boy" Chatborirak), un playboy que es perseguido por el espíritu de una mujer, hasta el final de la serie el 25 de diciembre del mismo año. La serie fue la cuarta y última entrega de "Four Hearts of the Mountains".

## Filmografía

### Series de televisión
| Año  | Título en Tailandés                        | Título en Inglés                              | Personaje                           | Cadena    | Notas        |
| ---- | ------------------------------------------ | --------------------------------------------- | ----------------------------------- | --------- | ------------ |
| 2018 | Buang Rak Za Tan (บ่วงรักซาตาน)              | -                                             | Chomphoonist Karanyapas / Nid       | Channel 3 |              |
| 2017 | Arkom (อาคม)                               | -                                             | Dra. Auer-karn                      | Channel 3 | 14 episodios |
| 2016 | But Sa Ba Re Fun (บุษบาเร่ฝัน)                | -                                             | Butsaba Kaewkoed / Zui              | Channel 3 |              |
| 2015 | Phu Khong Yod Rak (ผู้กองยอดรัก)              | "My Beloved Captain"                          | Capitán / Dr. Chaweepong Khemayotin | Channel 3 |              |
| 2015 | Tai Ngao Jan (ใต้เงาจันทร์)                   | "Beneath the Moon's Shadow"                   | Paboo / Fer                         | Channel 3 |              |
| 2014 | Raak Boon 2 (รากบุญ 2 รอยรักแรงมาร)          | "Holy Source 2: Trace of Love, Power of Evil" | Jetiya "Jay"                        | Channel 3 |              |
| 2014 | Nai Suan Kwan (ในสวนขวัญ)                   | "Morale in the Garden"                        | Pedpook                             | Channel 3 |              |
| 2013 | Nang Rai Sai Lub (นางร้ายสายลับ)             | "Undercover Supporting Actress"               | Surikarn / Zoe                      | Channel 3 |              |
| 2013 | Fah Krajang Dao (ฟ้ากระจ่างดาว)              | -                                             | Sarawaree "Waree" / Sarasama        | Channel 3 |              |
| 2013 | Mon Jun Tra (มนต์จันทรา)                     | "Spell of the Moon"                           | Sarawaree "Waree" / Sarasama        | Channel 3 | 11 episodios |
| 2013 | Maya Tawan (มายาตวัน)                       | "Tawan's Deception"                           | Sarawaree "Waree" / Sarasama        | Channel 3 | 13 episodios |
| 2012 | Raak Boon (รากบุญ)                          | "Holy Source"                                 | Jetiya "Jay"                        | Channel 3 |              |
| 2012 | Ruk Kerd Nai Talad Sode (รักเกิดในตลาดสด)    | "Love Occurs in the Market"                   | Kimlung                             | Channel 3 |              |
| 2011 | Roy Marn (รอยมาร)                          | "Trace of the Devil"                          | Bee                                 | Channel 3 |              |
| 2011 | Ngao Pray (เงาพราย)                        | "Spirit's Shadow"                             | Wassa "Rain"                        | Channel 3 |              |
| 2010 | Wayupak Montra (วายุภัคมนตรา)                | "Wayupak's Enchantment"                       | Thichakorn "Kati"                   | Channel 3 | 7 episodios  |
| 2010 | Wan Jai Gub Nai Jom Ying (หวานใจนายจอมหยิ่ง) | "Ms. Sweetheart and Mr. Arrogant"             | Kaewsai "Kaew" Benjakorn            | Channel 3 | 14 episodios |
| 2009 | Luk Maai Blien See (ลูกไม้เปลี่ยนสี)            | "Fruit That Changes Color"                    | Namnueng                            | Channel 3 |              |
| 2008 | Badarn Jai (บาดาลใจ)                       | "The Neither Mind"                            | Purimarn "Perng"                    | Channel 3 |              |
| 2007 | Khun Yay Sai Diew (คุณยายสายเดี่ยว)           |                                               | -                                   | Channel 3 |              |
| 2006 | Chao Noo Taekwando (เจ้าหนูเทควันโด)          |                                               | -                                   | Channel 3 |              |
| 2006 | Kularb Tud Petch (กุหลาบตัดเพชร)             |                                               | -                                   | Channel 3 |              |

### Películas
| Año  | Título             | Personaje | Notas                                                                                  |
| ---- | ------------------ | --------- | -------------------------------------------------------------------------------------- |
| 2016 | Mahalai Tiang Kuen | -         | junto a Maythinee Booranasiri, Bawriboon Chanreuang, Kreepolrerk Darvid y Toni Rakkaen |

### Apariciones en programas
| Año        | Programa                      | Notas                                 |
| ---------- | ----------------------------- | ------------------------------------- |
| 2014, 2018 | 3 Zaap                        |                                       |
| 2017       | ป๊อกกี้ On The Run - The Reality | junto a Patsarakorn "Pok" Chirathivat |

### Apariciones en videos musicales
| Año  | Artista / Grupo                  | Canción          | Notas |
| ---- | -------------------------------- | ---------------- | ----- |
| 2010 | Saranyu Winaipanit (Ice Saranyu) | "Hom (Fragrant)" |       |
| 2010 | Golf & Mike                      | "Seng"           |       |

## Discografía

### Singles
| Año  | Canción                  | Título en Inglés | Álbum | Notas                                   |
| ---- | ------------------------ | ---------------- | ----- | --------------------------------------- |
| 2016 | Set Laew Thob (เซตแล้วตบ) | "Set And Hit"    | -     | junto a Yaya, Kimmy, Mew, Preem y Bella |

### Videos musicales
| Año  | Artistas                                                                          | Canción                    |
| ---- | --------------------------------------------------------------------------------- | -------------------------- |
| 2016 | Urassaya Sperbund, Kimberly Ann Voltemas, Mew Nittha, Preem Ranida & Bella Vanita | "Set Laew Thob (เซตแล้วตบ)" |

### Participación en conciertos
| Año  | Nombre                                        | Notas |
| ---- | --------------------------------------------- | ----- |
| 2018 | We Will Love You - Happy Anniversary 48th CH3 |       |
| 2017 | Love Is In The Air Charity Concert            |       |
| 2016 | 46th Anniversary - Love Mission               |       |
| 2015 | 45th Channel3 Anniversary                     |       |

## Premios y nominaciones
| Año  | Categoría                                                 | Premio        | Series   | Resultado |
| ---- | --------------------------------------------------------- | ------------- | -------- | --------- |
| 2011 | Bickering Couple Of the Year (junto a Pakorn Chatborirak) | SSBT Award    | Roy Marn | Ganaron   |
| 2011 | Best Leading Actress                                      | Mekhala Award | -        | Ganó      |
| 2011 | Most Popular Actress                                      | -             | -        | Ganó      |
| 2011 | Idol                                                      | -             | -        | Ganó      |
| 2010 | Most Popular Actress                                      | -             | -        | Ganó      |
| 2008 | Best Leading Actress                                      | -             | -        | Ganó      |